# Longtan (socken i Kina, Hunan, lat 27,30, long 113,18)
Longtan (kinesiska: 龙潭, 龙潭乡) är en socken i Kina. Den ligger i provinsen Hunan, i den södra delen av landet, omkring 100 kilometer söder om provinshuvudstaden Changsha. Antalet invånare är 6866. Befolkningen består av 3 324 kvinnor och 3 542 män. Barn under 15 år utgör 14,0 %, vuxna 15-64 år 70 %, och äldre över 65 år 14,0 %.
Genomsnittlig årsnederbörd är 1 859 millimeter. Den regnigaste månaden är maj, med i genomsnitt 295 mm nederbörd, och den torraste är oktober, med 29 mm nederbörd.